# 다비드 세페다
다비드 세페다(David Zepeda, 1973년 9월 13일 ~ )는 멕시코의 배우, 가수, 모델이다.